# César Manrique
César Manrique Cabrera (Arrecife, 24 de abril de 1919-Teguise, 25 de septiembre de 1992) fue un pintor, escultor y artista español, conocido particularmente por los proyectos arquitectónicos en los que intervino como director artístico. Compaginó su obra con la defensa de los valores medioambientales de Canarias. Buscó la armonía entre el arte y la naturaleza como espacio creativo. Obtuvo, entre otros, el Premio Mundial de Ecología y Turismo y el Premio Europa.

## Biografía
Nació el 24 de abril de 1919 en Arrecife, en el seno de una familia de clase media. Desde muy temprana edad evidenció su facilidad para el dibujo y su admiración por autores como Picasso, Matisse y Braque. Sus padres, Gumersindo Manrique y Francisca Cabrera, tuvieron cuatro hijos: César y su hermana melliza Amparo, Juana (1927) y Carlos (1925).
Su infancia transcurrió entre el Charco de San Ginés zona de Arrecife cercana al puerto y núcleo original de la población y la Caleta de Famara, lugar que inspiró su posterior vinculación con la defensa del patrimonio natural de la isla de Lanzarote.
Tras el golpe de Estado de 1936, se alistó como voluntario en el bando franquista, sirviendo en el cuerpo de artillería de Ceuta y combatiendo más tarde en distintos frentes peninsulares. Nunca quiso hablar de su experiencia en la guerra civil española. Al regresar a casa en 1939, aún vistiendo el uniforme, se despojó de la ropa y le prendió fuego.
Concluida la guerra, entró en la Universidad de La Laguna para estudiar arquitectura técnica, pero después de dos años abandonó la carrera para trasladarse a Madrid. Gracias a una beca concedida por la Capitanía General de Canarias, ingresó en la Escuela Superior de Bellas Artes de San Fernando donde se graduó como profesor de arte y pintura en 1945. Ya en 1942 tuvo lugar su primera exposición individual en Arrecife, y con el auge del surrealismo en la década de 1950 fundó la galería Fernando Fe, la primera galería no figurativa de España. Durante esa época realizó murales en Lanzarote, como el del Aeropuerto de Guacimeta y el parador de Turismo de Arrecife, en la península, y expone su trabajo en varios países.
En 1964 se trasladó a Nueva York donde expuso, entre otras, en la Galería Catherine Viviano y tuvo contacto con las corrientes artísticas estadounidenses.
En 1966 se instaló definitivamente en Lanzarote, donde comenzaba a desarrollarse el sector turístico. A partir de 1973 comenzó su estrecha colaboración con el arquitecto Fernando Higueras, quien en 1962 había proyectado la casa de César Manrique en Camorritos, en las afueras de Madrid. Ambos acometieron diversos proyectos dentro de la isla lanzaroteña, comenzando por las obras del Mirador del Río. Durante las décadas de los 1970 y 1980 tuvo lugar una importante actividad como creador de espacios perfectamente integrados en el entorno natural. También participó en proyectos en otras islas del archipiélago y otros lugares de España, como el Centro Comercial La Vaguada 1983 en Madrid.
En 1988 trasladó su residencia a su nueva casa de Haría, construida y decorada por Manrique y publica Escrito en el fuego.
Murió en un accidente de tráfico el 25 de septiembre de 1992, cerca de la sede de la fundación que lleva su nombre, inaugurada en marzo de ese mismo año.
La Fundación, ubicada en la antigua residencia del artista en Taro Tahíche, acoge hoy en día sus obras (esculturas, dibujos, pinturas...) y las de otros artistas.

## Reputación internacional

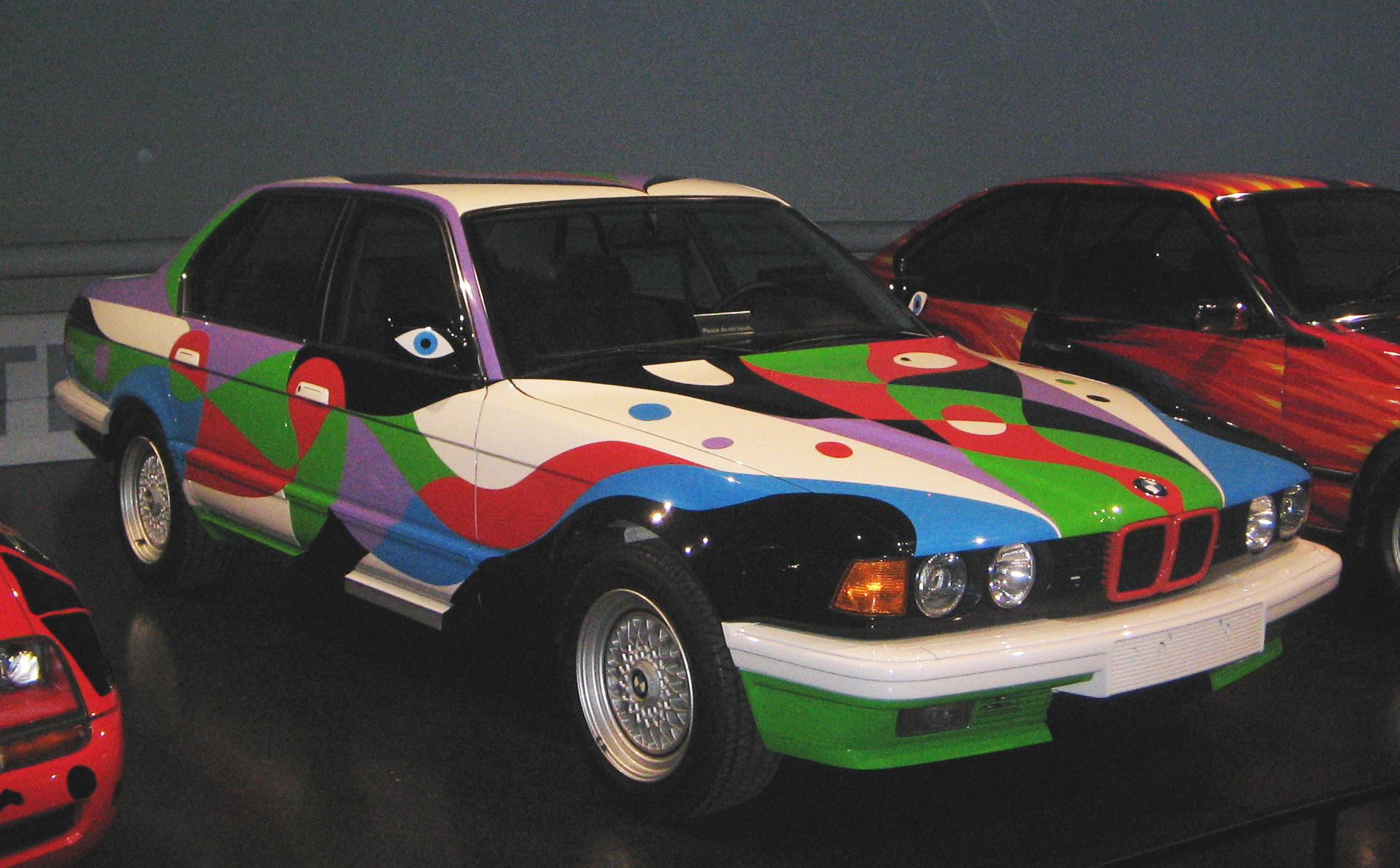
Art Car, exposición en el Museo Automovilístico de BMW en Múnich (2011)

Además de su dedicación al arte en las Islas Canarias y en toda España, Manrique también alcanzó fama internacional. En 1990, realizó junto con el diseñador alemán Walter Maurer para el Grupo BMW, uno de los respetados BMW Art Cars. La colaboración para la empresa automovilística internacional aumentó su fama, incluso más allá de las fronteras del país.
Manrique y Walter Maurer siguieron siendo amigos y mantuvieron un animado intercambio artístico hasta la muerte de César Manrique en 1992. Antes de trabajar con César Manrique, Maurer ya había diseñado otros BMW Art Cars junto a otros artistas de gran prestigio internacional, como Andy Warhol, Frank Stella y Roy Lichtenstein entre otros.
La elaboración en conjunto del Art Car se llevó a cabo en el estudio de Maurer en Múnich, Alemania. César Manrique se encargó de las propuestas de diseño y las coordinó con su socio artístico Walter Maurer. Por otra parte, Maurer se encargó de la aplicación del diseño en el coche, un BMW 730i.

## Algunos espacios diseñados

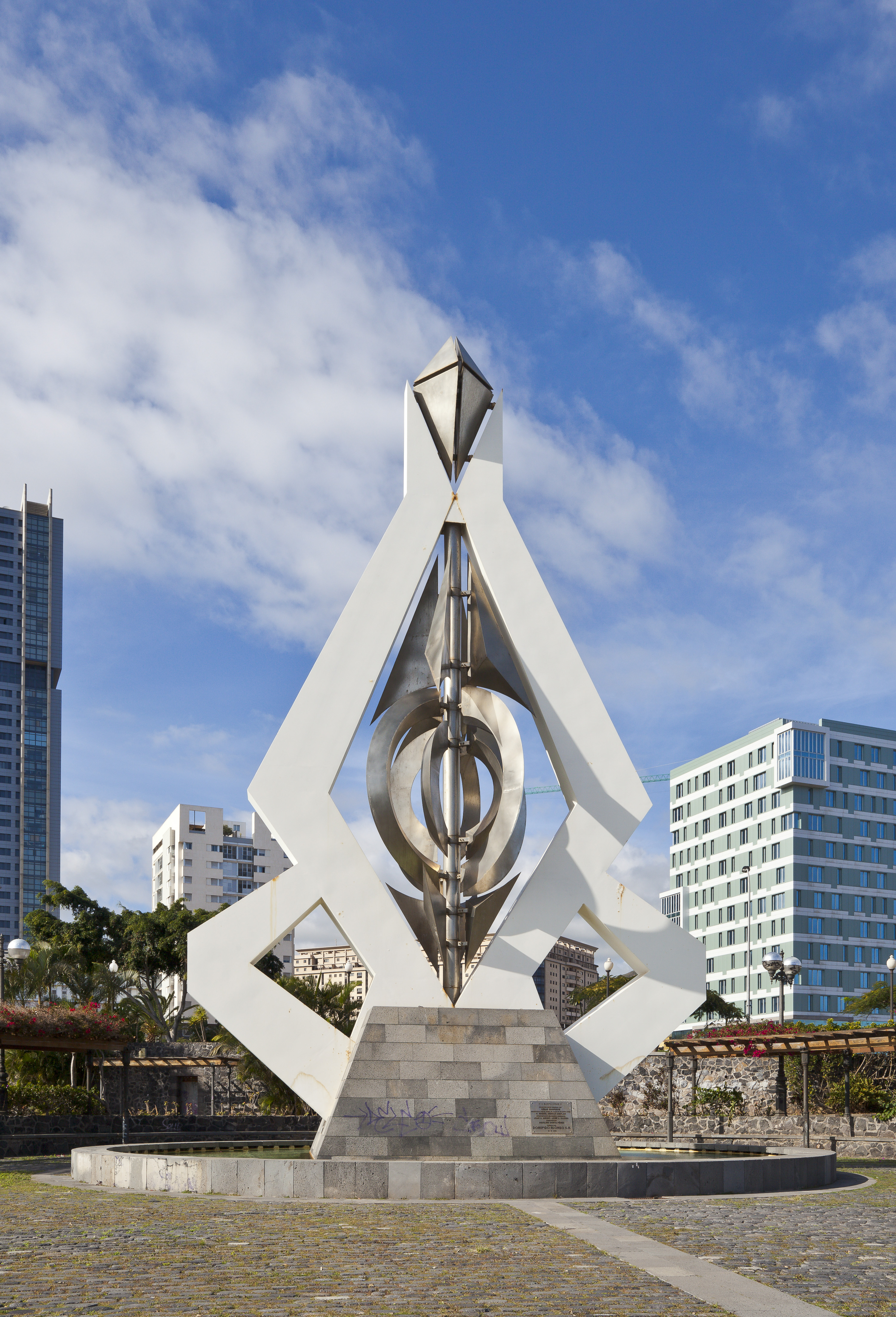
Escultura móvil de César Manrique, Santa Cruz de Tenerife.

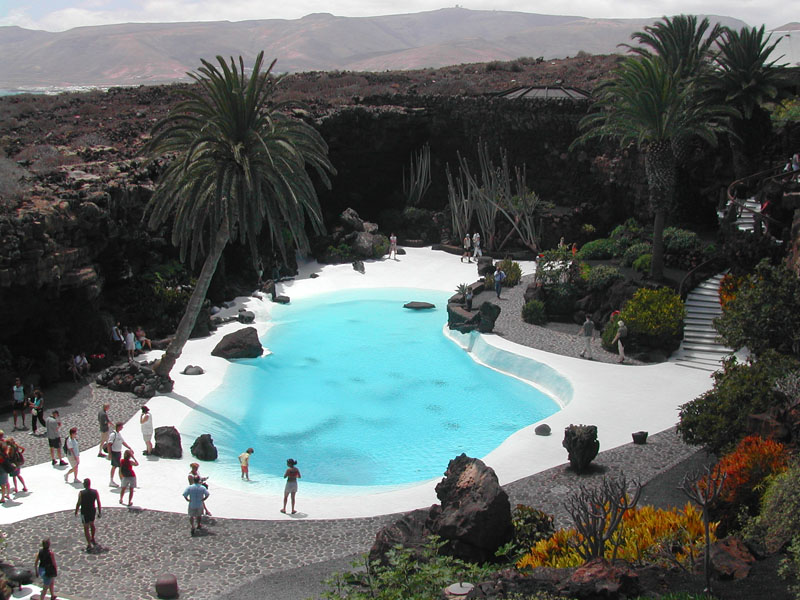
Jameos del Agua.

- Jameos del Agua fue realizado sobre una idea de César Manrique en 1968. Un jameo es un tubo volcánico generado por el flujo de lava en su interior al que se le ha desprendido la parte superior. Los Jameos del Agua están formados por el «jameo chico» (donde se ubica un restaurante) y el «jameo grande» donde se encuentra una piscina rodeada por un jardín. En 1987 se construyó un auditorio para 600 personas dentro de este jameo.
- Residencia Real de La Mareta: residencia de verano para el rey Hussein I de Jordania, en Teguise, Lanzarote.[10]
- El Taro de Tahiche. Su casa, construida en 1968, aprovechando el espacio natural de cinco burbujas volcánicas. Es la actual sede de la Fundación César Manrique y en la misma se puede apreciar parte de la obra del artista, así como obras de otros artistas, que son propiedad de la fundación. Tiene más de mil metros de superficie habitable, en dos niveles.

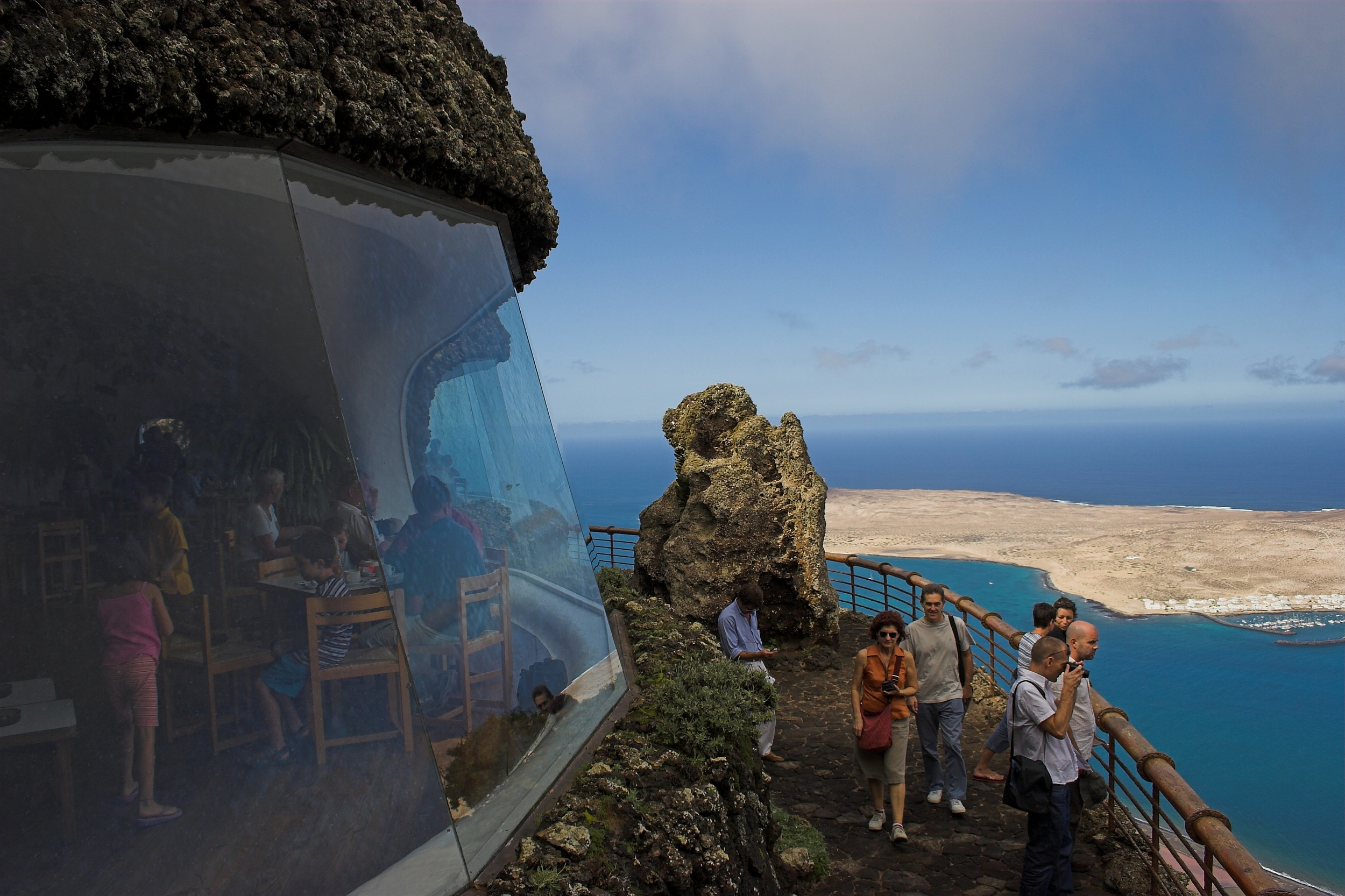
Mirador del Río.

- Mirador del Río: está situado en el norte de la isla, en el Risco de Famara. Excavado en la roca de un acantilado en el lugar donde se situaba una antigua batería de artillería costera, ofrece una vista privilegiada del archipiélago Chinijo. El Mirador dispone de un restaurante con varias terrazas y ventanales. Fue realizado en 1973 por César Manrique, que modificó el proyecto inicial de Fernando Higueras con la colaboración de Jesús del Carmen Soto[11] y Eduardo Cáceres. Está formado por dos cúpulas enterradas para disminuir el impacto visual.
- Lago de la Costa de Martiánez situado en el Puerto de la Cruz. Construido en 1977 se trata de un complejo de ocio formado por un lago central artificial con un conjunto de piscinas, jardines, terrazas, restaurantes, etc. con el protagonismo de la piedra volcánica. También acoge una serie de esculturas de César Manrique.
- Jardines y piscinas del Hotel las Salinas en Costa Teguise, junto con una serie de murales. El proyecto del hotel, de corte aún racionalista y concluido en 1977, es obra de Fernando Higueras.
- Centro Comercial La Vaguada de Madrid. Inaugurado en 1983. Fue el primer centro comercial de España integrado perfectamente en el entorno natural.
- Mirador de La Peña. Inaugurado en 1989 en la isla de El Hierro. En él se aloja un restaurante con amplios ventanales y con vistas al valle de El Golfo.

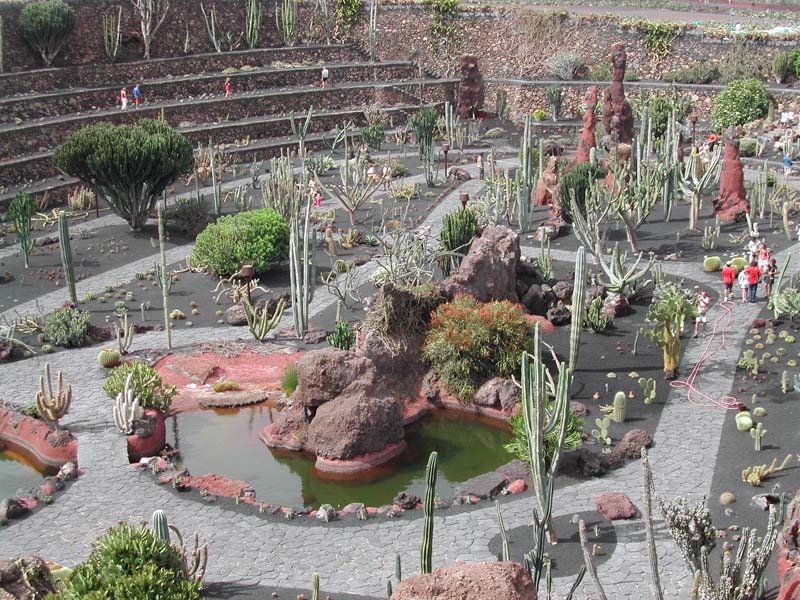
Jardín de Cactus.

- Jardín de Cactus. Inaugurado en 1990 en lo que era una antigua cantera de Guatiza. Última obra de César Manrique en Lanzarote. El jardín alberga una gran cantidad de especies de cactus de Canarias y de otras partes del mundo.
- Playa Jardín. El Puerto de la Cruz volvió a contar con el artista en 1992. La playa fue totalmente remodelada: extensas zonas ajardinadas, bares y restaurantes, escollera, etc.
- Parque Marítimo César Manrique. Zona de ocio en Santa Cruz de Tenerife concebida al inicio de la década de 1990, consiguiéndose una regeneración del litoral. Piscinas, fuentes, etc. con el respeto a la naturaleza que caracterizó al artista.
- Mirador de El Palmarejo. Proyecto de 1989 en La Gomera, inaugurado en 1995. Integrado perfectamente en el paisaje alberga un restaurante-escuela.
- Parque Marítimo del Mediterráneo inaugurado en 1995 en la ciudad autónoma de Ceuta, después de su fallecimiento. Muy similar al complejo Martiánez del Puerto de la Cruz: lagos, jardines, solariums, etc.
- Horno-Asador de Timanfaya, un establecimiento gastronómico ubicado en el Parque nacional de Timanfaya, cuya particularidad es un horno-asador que aprovecha la energía geotérmica para la cocción de los alimentos.

## Galardones y reconocimientos
- Premio Mundial de Ecología y Turismo (1978)
- Medalla de Oro al mérito en las Bellas Artes (1980)
- Orden de Andrés Bello, impuesta por el presidente de Venezuela Rafael Caldera durante una visita a Lanzarote (1980)[12]
- Premio Mönchehauspreis für Kunst und Umwelt de la ciudad de Goslar (Alemania) (1981)
- Nederlands Laureaat Van D'Aheod (Holanda) (1982)
- Premio Europa Nostra (1985)
- Premio Canarias de Bellas Artes (1989)
- Premio Fritz Schumacher de la Fundación F.S.V de Hamburgo (1989)
- Hijo Adoptivo de la ciudad de Las Palmas de Gran Canaria (1994)
- Hijo Adoptivo de Tías (1995)
- Hijo Predilecto de Lanzarote (1995)
- El aeropuerto de Lanzarote pasó a denominarse César Manrique desde el 3 de marzo de 2019.[13]
- Hijo Adoptivo de Gran Canaria.[14]
- Hijo predilecto de Arrecife.[15]